# Sophie de Condorcet
Marie-Louise-Sophie de Grouchy (conocida como Sophie de Condorcet por su matrimonio) fue una escritora y traductora francesa del siglo XVIII.

## Biografía
Sophie de Grouchy fue hija de François-Jacques, primer marqués de Grouchy y hermana de Enmanuel de Grouchy, que sería mariscal de Francia con Napoleón). No solamente conocía el latín sino que hablaba con facilidad otras lenguas.
En 1786, con veintidós años, se casó con Nicolas de Condorcet, que ya tenía cuarenta y dos, en lo que sería un matrimonio breve, pero bien avenido por la comunión de intereses intelectuales y políticos de ambos. Su padrino de boda fue el Marqués de La Fayette.
Desde el mismo momento del matrimonio instauró en su casa, en el Hôtel des Monnaies, una tertulia filosófica que fue frecuentada por grandes sabios de la época, tanto franceses como extranjeros:  Turgot , D'Alembert , Charles Stanhope, David Murray, Pierre Beaumarchais, Thomas Paine, Adam Smith, e incluso Thomas Jefferson. Esta tertulia continuó tras la muerte de su marido en 1794 y jugó un papel importante en el surgimiento del movimiento girondino que hizo hincapié en los derechos de las mujeres.
Sophie de Condorcet permitió que el Cercle Social, una asociación cuyo objetivo fue la lucha por los derechos políticos y legales de igualdad para las mujeres, se reuniese en su casa. Sus miembros incluían a la defensora de los derechos de las mujeres Olympe de Gouges quien había publicado la Declaración de los Derechos de la Mujer y de la Ciudadana.
En 1790 nació su hija Eliza Condorcet-O'Connor quien, posteriormente se casó con el líder político irlandés exiliado Arthur O'Connor.
En 1793, el marqués de Condorcet denunció la nueva constitución jacobina que no tenía las garantías de la clase previstas por él y los girondinos, y luego pasó a la clandestinidad refugiándose en casa de unos amigos. Su esposa lo visitó en secreto y lo animó a seguir escribiendo. Durante este período, 1793-1794, compuso su obra más famosa Esquisse d'un Tableau Historique des Progrès de l'Esprit Humain. También escribió Avis d'un Proscrit à sa Fille para su pequeña hija.
Tras ocho meses escondido, el marqués perdió los nervios ante los rumores de una inminente redada y se marchó de su refugio para no comprometer a sus amistades. Fue apresado en una taberna a las afueras de la ciudad y murió en prisión la misma noche de su detención sin que trascendiera el motivo.
Tras la muerte de su esposo, Sophie de Condorcet quedó arruinada y se vio obligada a abrir una tienda para poder sobrevivir y mantener a su hija de cuatro años, dejando a un lado la escritura y la traducción.
Tras el final de El Terror jacobino, Sophie volvió a retomar su carrera literaria y en 1798 publicó su obra más famosa, Lettres sur la Sympathie, que acompañó a su traducción al francés de la Teoría de los sentimientos morales de Adam Smith.
De Condorcet trabajó después con su cuñado, el filósofo y doctor Pierre Jean Georges Cabanis (quien se había casado con su hermana Charlotte en algún momento entre 1794 y 1800), y con Joseph Garat para publicar las obras completas de su marido en 21 volúmenes entre 1801 y 1804. Sophie de Condorcet se adhirió a las opiniones políticas de su marido, y bajo el Consulado y el Imperio, su tertulia se convirtió en lugar de encuentro para todo aquel que se opusiera al régimen autocrático.
Sophie de Condorcet sobrevivió a la Revolución Francesa y la era de Napoleón y pudo presenciar la restauración borbónica. Murió en París el 8 de septiembre de 1822. Incluso al final de su vida, estuvo decidida a preservar la memoria de su marido a través de sus obras, y se preparaba para llevar a cabo una nueva edición. Está enterrada en el cementerio de Père-Lachaise.